# Barbie Girl
«Barbie Girl» en una canción del grupo de pop Aqua y aparece en su primer álbum de estudio, Aquarium (1997). Pese a que ya gozaban de un importante éxito en Escandinavia y un relativo éxito en otros países, el lanzamiento de este tema fue su despegue a nivel mundial. El sencillo vendió más de 10 millones de copias en todo el mundo, siendo número uno en varios países y uno de los debuts más importantes hasta entonces en las listas de Estados Unidos, donde fue n.º 7. La compañía Mattel los demandó por utilizar este nombre para el tema. Fue una de las canciones más escuchadas a finales del siglo XX. Paradójicamente, en la campaña navideña de 2009 la compañía usó la melodía de la canción en sus anuncios televisivos y en su página web.
En mayo de 2023, una versión alternativa de la canción apareció en el tráiler de la película de 2023 Barbie, protagonizada por Margot Robbie. En junio de 2023, se lanzó un "remake" de Barbie Girl titulado «Barbie World», el cual está interpretada por las raperas Nicki Minaj y Ice Spice.

## Vídeo musical
El videoclip fue dirigido por Peder Pedersen y Peter Stenbæk inspirándose en dibujos animados. En él representan a los famosos muñecos de la compañía Mattel. Tanto en el vídeo como en la canción, los dos cantantes de la banda asumen el rol de los dos muñecos Barbie y Ken. La cantante Lene Nystrøm personifica a Barbie y René Dif a Ken, el novio de Barbie.

## Críticas
Los propios miembros de la banda aseguraron que era un tema divertido y que sólo buscaban eso, no obstante se esforzaron para no ser "encasillados" con esta canción y declararon varias veces que Aqua era algo más que Barbie Girl. Por otra parte, pese a su tremendo éxito a finales de los 90, la canción ha sido votada por numerosos medios (como la revista Rolling Stone) como una de las peores del pop. Desde entonces se han hecho numerosas parodias como Ugly Girl, Barbie is a bitch o en México Barbie Q.
Stephen Thomas Erlewine de AllMusic calificó la canción como "uno de esos fenómenos inexplicables de la cultura pop" e "increíblemente pegadiza", describiéndola como una "canción bailable". Larry Flick de Billboard escribió que "con su discurso chillón y agudo, Lene Grawford Nystrom hace frente a esta vertiginosa canción pop/dance como si fuera Barbie, verbalizando alegremente muchas de las cosas retorcidas que la gente hace en secreto con la muñeca". Señaló que "al mismo tiempo, ella efectivamente despotrica sobre la misoginia inherente de Barbie con una mano subversiva", y agregó que Rene Dif es una "presencia igualmente juguetona y mordaz, ya que encarna a su homólogo masculino Ken con una mirada divertida". Daily Record declaró: "ámalos u ódialos, tienes que admitir que la tonta canción de la muñeca de Aqua es puro pop y el video también es genial". David Browne de Entertainment Weekly lo describió como una "novedad en la canción de baile que alude a la vida secreta y poco saludable de la muñeca favorita de cada niña". Otro editor, Jeremy Helligar, comentó: "debe de haber algo en esa agua del norte de Europa. Al igual que las melodías recientes de sus homólogos del pop sueco Ace of Base y The Cardigans, el espumoso debut de estos recién llegados daneses es divertido, pero tan desechable". Insider declaró que "Barbie Girl" es "dulce azucarado" y "totalmente pegajoso".  La revista People lo llamó "el mejor disco de novedad del año, un himno caricaturesco que necesitarás cirugía para quitarlo de la cabeza". También Pop Rescue escribió que "esta canción es divertida, sin duda pegadiza y animada, con los personajes de Barbie y Ken encajan perfectamente con el contraste vocal".

## Lista de canciones
- CD1

1. «Barbie Girl» (radio edit) – 3:22
2. «Barbie Girl» (versión extendida) – 5:12
3. «Barbie Girl» (Perky Park Club Mix) – 6:23
4. «Barbie Girl» (Spike's Plastic mix) – 8:47
5. «Barbie Girl» (Spikes Anatomically Correct Dub) – 7:55

- CD2

1. «Barbie Girl» (CD-ROM video)
2. «Barbie Girl» (radio edit) – 3:22
3. «Barbie Girl» (Dirty Rotten Scoundrels 12" G-String mix) – 8:37
4. «Barbie Girl» (Dirty Rotten Peroxide Radio mix) – 4:10

## Versiones alternativas
Varios cantantes practicaron otras versiones del tema, algunas de ellas:
- «Neem een ander in de maling»: versión paródica de «Barbie Girl» con texto en neerlandés alternativo de Ome Henk en su álbum Ome Henk laat zich niet kisten!, de 1997.
- «Barbie Girl»: versión de Mars Moles en el álbum de varios artistas Punk Chartbusters Volume 3, de 1998.
- «¿Quién es quién?»: versión en español del dueto Ivonne e Ivette de su álbum ¿Quién es quién?, de 1998.
- «Barbie Girl»: versión de Home Grown en su EP Phone Home, de 1999.
- «Sou a Barbie Girl»: versión en portugués de Kelly Key en su álbum Kelly Key, de 2005.
- «Barbie Girl»: versión de Jessica del grupo Girls' Generation con Key del grupo SHINee, en la gira Into the New World de 2009 - 2010.
- La exitosa película de la muñeca Barbie, de Warner Bros. se convirtió en otra versión, usando las mismas letras de la canción pero en otra versión y es interpretada por la rapera trinitense Nicki Minaj y la rapera estadounidense Ice Spice, llamándola a otro nombre como «Barbie World». Ya que no se puede poner esta misma canción de Aqua por ser criticada.

## Posicionamiento en listas

### Listas semanales
| Lista (1997)                          | Mejor posición |
| ------------------------------------- | -------------- |
| Alemania (Offizielle Deutsche Charts) | 1              |
| Australia (ARIA)                      | 1              |
| Austria (Ö3 Austria Top 40)           | 2              |
| Bélgica (Flandes) (Ultratop 50)       | 1              |
| Bélgica (Valonia) (Ultratop 50)       | 1              |
| Canadá (RPM Top Singles)              | 4              |
| Canadá (Canadian Hot 100)             | 8              |
| Dinamarca (Tracklisten)               | 1              |
| España (AFYVE)                        | 1              |
| Estados Unidos (Billboard Hot 100)    | 7              |
| Estados Unidos (Hot Dance Club Songs) | 21             |
| Estados Unidos (Mainstream Top 40)    | 15             |
| Europa (European Hot 100)             | 1              |
| Finlandia (OFC)                       | 3              |
| Francia (SNEP)                        | 1              |
| Irlanda (IRMA)                        | 1              |
| Italia (FIMI)                         | 1              |
| Noruega (VG-lista)                    | 1              |
| Nueva Zelanda (Recorded Music NZ)     | 1              |
| Países Bajos (Dutch Top 40)           | 1              |
| Reino Unido (UK Singles Chart)        | 1              |
| Suecia (Sverigetopplistan)            | 1              |
| Suiza (Schweizer Hitparade)           | 30             |

## Certificaciones
| País           | Organismo certificador | Certificación | Ventas    |
| -------------- | ---------------------- | ------------- | --------- |
| Alemania       | BVMI                   | Platino       | 500 000   |
| Australia      | ARIA                   | 3× Platino    | 210 000   |
| Austria        | IFPI Austria           | Platino       | 30 000    |
| Estados Unidos | RIAA                   | 3× Platino    | 3 000     |
| Francia        | SNEP                   | Diamante      | 750 000   |
| Noruega        | IFPI Noruega           | 2× Platino    | 20 000    |
| Reino Unido    | BPI                    | 3× Platino    | 1 800 000 |
| Suecia         | GLF                    | 3× Platino    | 30 000    |
| Suiza          | IFPI Suiza             | Platino       | 30 000    |

|}

## Sucesión en listas
| Anterior: «When Susannah Cries» de Espen Lind                       | VG-lista — Sencillo número uno 30 de mayo de 1997 — 6 de julio de 1997                   | Siguiente: «Bailando» de Paradisio                      |
| Anterior: «I'll Be Missing You» de Puff Daddy con Faith Evans & 112 | Hitlistan — Sencillo número uno 5 de septiembre de 1997 — 19 de septiembre de 1997       | Siguiente: «Candle in the Wind 1997» de Elton John      |
| Anterior: «Men in Black» de Will Smith                              | RIANZ — Sencillo número uno 14 de septiembre de 1997 — 21 de septiembre de 1997          | Siguiente: «Tubthumping» de Chumbawamba                 |
| Anterior: «I'll Be Missing You» de Puff Daddy con Faith Evans & 112 | FIMI — Sencillo número uno 11 de octubre de 1997 — 15 de noviembre de 1997               | Siguiente: «Breathe» de Midge Ure                       |
| Anterior: «Spice up Your Life» de Spice Girls                       | UK Singles Chart — Sencillo número uno 26 de octubre de 1997 — 15 de noviembre de 1997   | Siguiente: «Perfect Day» por Varios artistas            |
| Anterior: «Candle in the Wind 1997» de Elton John                   | Ultratop (Flandes) — Sencillo número uno 8 de noviembre de 1997 — 10 de enero de 1998    | Siguiente: «Torn» de Natalie Imbruglia                  |
| Anterior: «Candle in the Wind 1997» de Elton John                   | Media Control AG — Sencillo número uno 10 de noviembre de 1997 — 15 de diciembre de 1997 | Siguiente: «It's Like That» de Run DMC vs. Jason Nevins |
| Anterior: «Candle in the Wind 1997» de Elton John                   | ARIA Charts — Sencillo número uno 16 de noviembre de 1997 — 7 de diciembre de 1997       | Siguiente: «Tubthumping» de Chumbawamba                 |